# Chaetomitrium depressum
Chaetomitrium depressum är en bladmossart som beskrevs av Mitten 1868. Chaetomitrium depressum ingår i släktet Chaetomitrium och familjen Hookeriaceae. Inga underarter finns listade i Catalogue of Life.